# Дорога на Січ
«Дорога на Січ» — український художній фільм 1994 року режисера Сергія Омельчука. Фільм знято за мотивами роману Спиридона Черкасенка «Пригоди молодого лицаря», про події, що передували визвольній боротьбі під керівництвом Петра Сагайдачного.

## Сюжет
Козаччина. Молодий парубок Павло Похиленко вирушає з рідного Канева на Січ, щоб боротися за волю та православну віру.

## У ролях
- Володимир Голубович — Павло Похиленко (остання роль у кіно)
- Володимир Зозуля — Павло
- Інна Капиніс — Орися
- Михайло Голубович — Джміль
- Сергій Кучеренко — Денис Крига
- Юрій Муравицький — Гетьман Сагайдачний
- Юрій Євсюков — Ганджа
- Лесь Задніпровський — Потоцький
- В'ячеслав Дубінін — Боюн
- Володимир Абазопуло — ротмістр
- Костянтин Воробйов — Овсій
- Назар Задніпровський — Панько
- Юлія Ткаченко — Ігуменя
- Раїса Недашківська — Орисина мати
- Андрій Підубинський — Павлів батько
- Лідія Яремчук — Павлова мати
- Сергій Кржечковський — татарин-ватаг
- Валерій Шевченко — січовий піп
- Ірина Фролова — Стефа
- Андрій Подубинський — батько Павла

та ін.

## Знімальна група
- Сценаристи: Богдан Жолдак, Сергій Омельчук, Леонід Череватенко
- Режисер-постановник: Сергій Омельчук
- Оператор-постановник: Віталій Зимовець
- Художник-постановник: Олександр Шеремет
- Композитор: Олег Кива
- Режисери: Анатолій Кучеренко, Юрій Хоменко
- Художник по костюмах: Надія Коваленко
- Художник по гриму: Ніна Одинович
- Звукооператори: Євген Пастухов, Олександр Цельмер
- Монтажер: Людмила Ясинська
- Редактор: Валентина Ридванова
- Комбіновані зйомки:
  - оператор: Георгій Лемешев
  - художник: Петро Корягін
- Оператори: Віктор Атаманенко, Олександр Найда, Олег Ткачук, Володимир Шабалін
- Майстер-світлотехнік: Вадим Болотинський
- Установник кольору: Наталя Чудновець
- Директор картини: Петро Терещенко

## Нагороди
- Диплом МКФ слов'янських і православних народів (Мінськ, Білорусь) 1995 рік.